# Enrotllador de vela

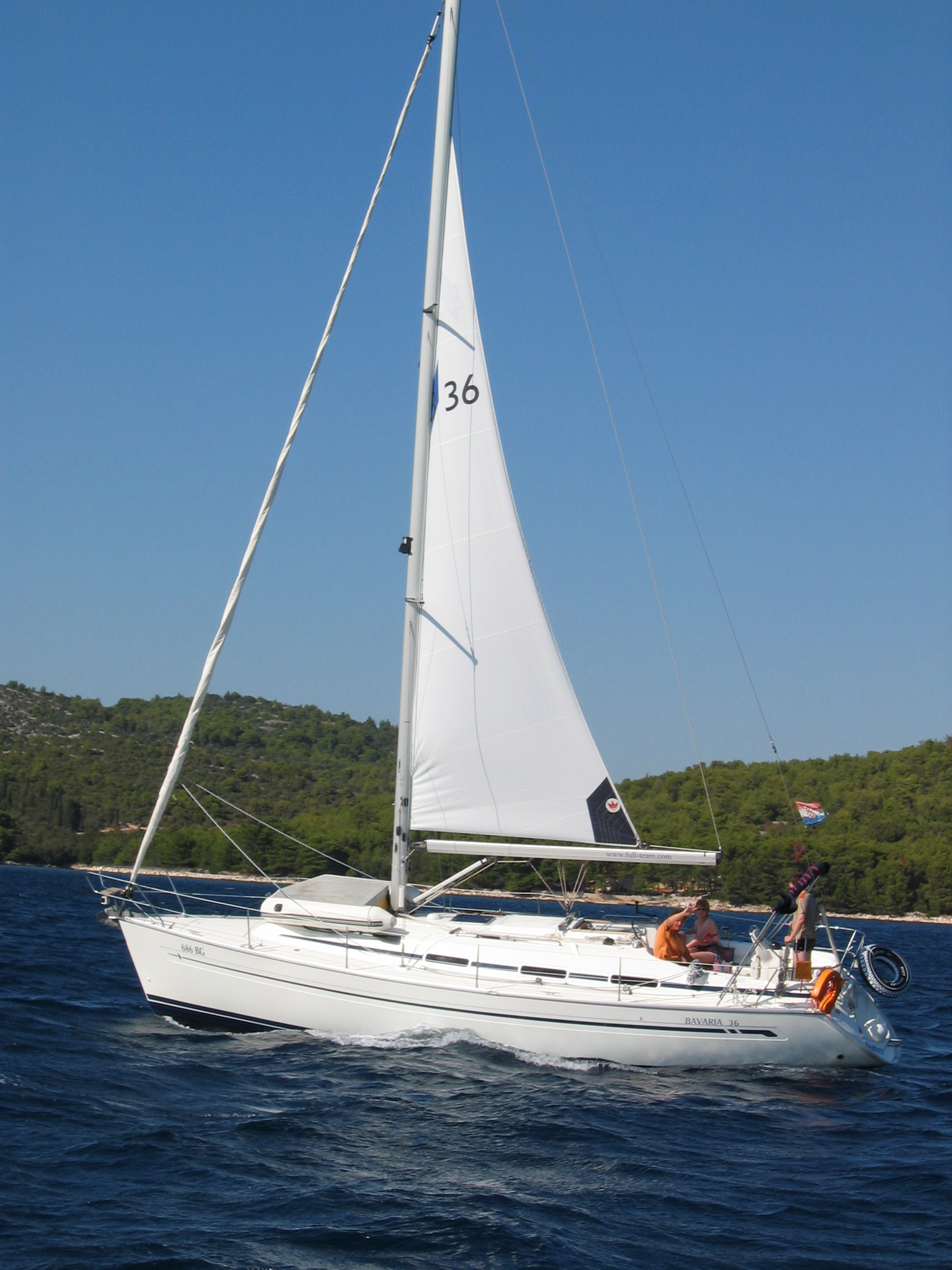
Veler equipat amb enrotllador de gènova i enrotllador de vela major (al pal)

En un veler, un enrotllador de vela és un dispositiu que serveix per reduir de forma contínua la superfície d'una vela, ja sigui per tal d'adaptar-la a la força del vent (equivalent a rissar), o bé per emmagatzemar-la completament enrotllada. Generalment, l'enrotllador se sol utilitzar molt sovint per poder rissar veles de proa com ara el gènova, tot i que n'hi ha també per a rissar la vela major.

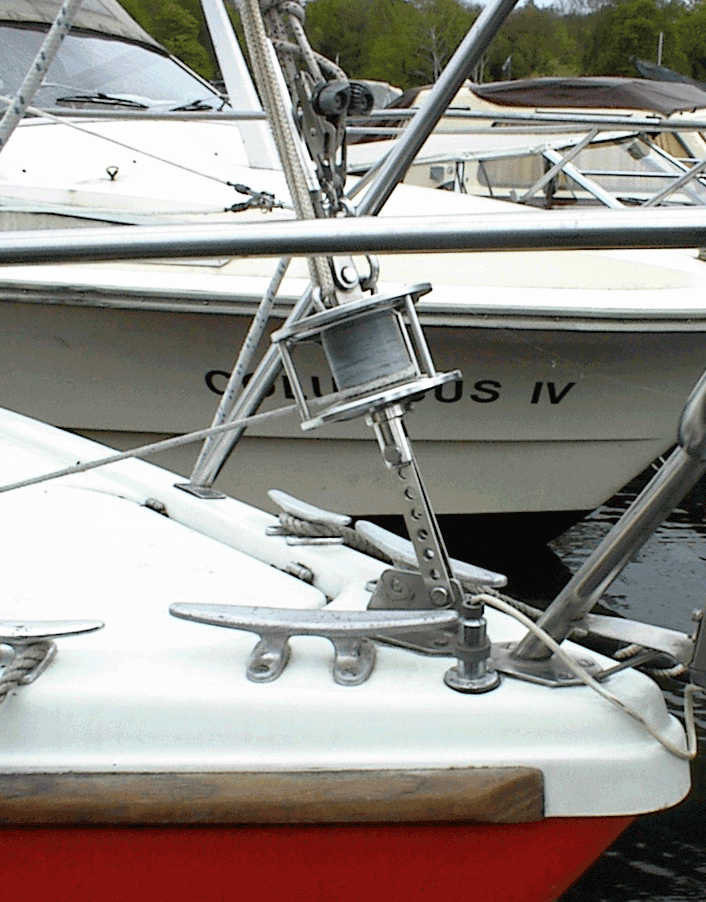
Enrotllador a la vela de proa: quan la corda s'estira cap a l'esquerra, el tambor gira

En navegar, cal adaptar la vela a la força del vent: un vent més fort requereix una vela més petita (menys superfície), més sòlida (pes més gran) i més plana (menys bombada). La solució més antiga és tenir un armari de diverses veles, cadascuna adaptada a una força de vent diferent i, possiblement, a un rumb diferent (per a la vela de proa: gènova, floc núm. 1; floc, núm. 2; floc de tempesta, etc), o per reduir la superfície de la vela «rissant». Un enrotllador de vela permet utilitzar pràcticament la mateixa vela independentment de la força del vent, amb un ajustament precís de la seva superfície. La contrapartida és que la forma (el buit) i el pes de la vela que porta l'enrotllador crea un compromís que no és del tot satisfactori ni amb vents forts ni amb vents lleugers.
Quan la naturalesa de l'enrotllador no permet desplegar parcialment la vela. L'enrotllador està dissenyat per a veles que per naturalesa no es poden reduir, com el gennaker.
Hi ha enrotlladors de vela major i enrotlladors de vela major ; Tot i que el seu principi de disseny és similar (enrotllament de la vela al voltant d'un tub rígid mitjançant una corda), el funcionament dels diferents tipus d'enrotllador presenten diferències notables.

## Mètodes
La idea d'un floc enrotllable s'atribueix normalment al major E du Boulay d'Anglaterra, que va inventar un dispositiu semblant a una persiana enrotllable per a rissar el floc. El major Wykeham-Martin va utilitzar un dels corrons de Boulay i va millorar el sistema incorporant coixinets de rodets el 1907 quan es va patentar el sistema. Les peces de fosa originals van ser fetes pels fabricants de vàters "London Bouldings". A la dècada de 1940 hi havia una gran quantitat de iots de creuer britànics que estaven equipats amb aquest sistema d'enrotllament.
Una de les primeres versions de l'enrotllador de vela d'estai era la següent: la vora d'atac de la vela (gràcia) que s'ha d'enrotllar s'endueix d'alguna manera, com ara connectant-la a un tros de tub de plàstic o cosint un material enduridor com l'escuma. . Aquesta vora endurida serveix per repartir la força de l'enrotllador al llarg de la vora de la vela, de manera que la vela s'enrotllarà en tota la seva longitud. Aquesta vora endurida s'uneix llavors a la font d'energia per a l'enrotllament, que pot ser una manovella que gira, una bobina que conté una corda que s'estira o un motor.
Murray Scheiner, un mariner i dissenyador d'aparells professional de Great Neck, Nova York, va modernitzar el gènova enrotllable a finals dels anys 60. La seva inspiració va venir de l'observació d'un amic mariner discapacitat que va requerir que diversos membres de la tripulació maneguessin el gènova, impedint-li navegar de manera independent. Aquest invent va canviar molt la vela tant per als professionals com per als navegants d'oci.

## Enrotllador de gènova

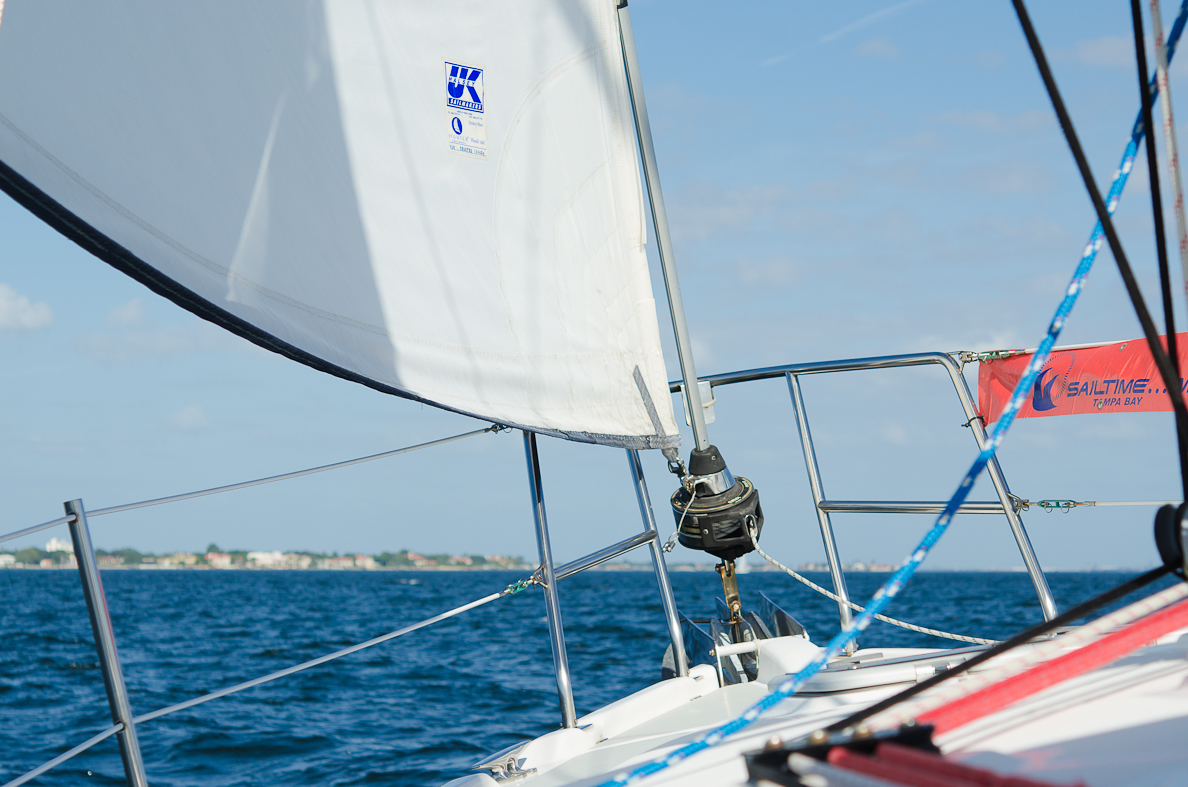
Gènova desplegat, tambor enrotllador

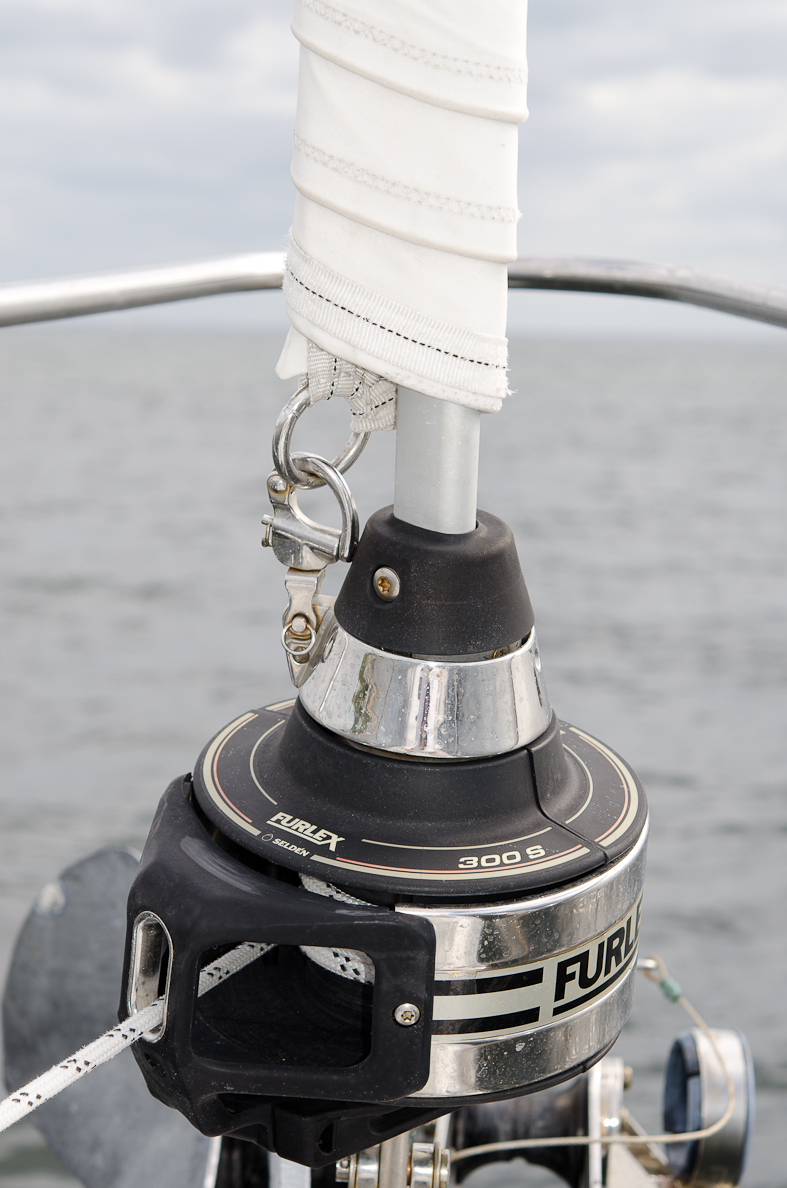
Tambor enrotllador de vela major

El bobinador consta d'una part giratòria i dues parts fixes :
- la part giratòria consisteix en un tub metàl·lic lleuger que envolta l'estay i sobre el qual s'enrotlla la vela. El tub acaba a la seva part inferior amb un tambor i una part sobre la qual es fixa el punt d'adherència de la vela i a la seva part superior amb una part sobre la qual es fixa la punta de la vela (el capçal) així com la drissa. ;
- la part fixa és solidària amb l'estai a la part superior del màstil i una part inferior (a nivell del puny d'amura) fixada a la coberta de l'embarcació. La part mòbil gira respecte a les dues parts fixes.

L'enrotllador de vela de proa està controlat per una corda anomenada " escota d'enrotllament "O" italiana », i que es fixa al tambor del rodet. L'extrem lliure de la corda es torna cap a la cabina ; quan estires de la corda, emboliques la vela al voltant del tub d'enrotllament. Quan estireu una de les làmines de la vela de proa, la desenrotlleu, la corda després s'embolica al voltant del tambor.
Aquest mecanisme, relativament senzill, ha permès la generalització de l'enrotllament de la vela major en velers de cabotatge o de creuer. Llavors, la vela de més àrea pren el nom de Gènova enrotllable(GSE). En un cúter, la presència d'una segona vela major dificulta l'ús d'un enrotllador ; tanmateix, hi ha dos tipus d'enrotlladors, un per al gènova a proa i un altre per a la major

## Enrotllador de major
L'altre tipus comú de sistema d'enrotllament és per a la vela major. La vela major es pot enrotllar al pal o a la botavara, sent els sistemes d'enrotllament de la botavara més simples i més habituals. El sistema d'enrotllament de la botavara més senzill consisteix en una botavara que pot girar al llarg del seu eix, amb un pestell per bloquejar-la al seu lloc. S'han de prendre mesures per permetre que la vela major s'enrotlli al voltant de la botavara sense interferir amb la capa principal, com ara la part de la botavara final. Per enrotllar la vela major, la botavara es desbloqueja i després es gira per deixar la quantitat adequada de vela major i després es bloqueja al seu lloc. Els sistemes d'enrotllament de botavara més avançats embolcallen el mecanisme d'enrotllament dins d'un tub amb una ranura, de manera que la vela s'enrotlla dins d'aquest tub; això també fa que l'ancoratge de l'escota sigui més fàcil, ja que l'escota es pot connectar a la part exterior de la botavara. Aquests sistemes utilitzen una corda, una manovella accionada manualment o un enrotllador hidràulic-elèctric.
Permet la reducció de la superfície de la vela major sense rissar, la vela major queda llavors lliure de bosses de rissatl. N'hi ha de dos tipus :
- enrotllador de pal: la vela s'enrotlla al pal ;
- enrotllador de botavara: la vela s'enrotlla a la botavara.

Els pals o botavares enrotllables són molt menys corrents que les veles de majors enrotllables, especialment en unitats petites (menys de 8 m). En efecte, mecànicament més complexos, també són més cars i dificulten el control del buit de la vela quan la seva superfície disminueix. No obstant això, faciliten la navegació amb una tripulació reduïda i permeten un ajustament fi de la superfície de la vela.

### Enrotllador de pal

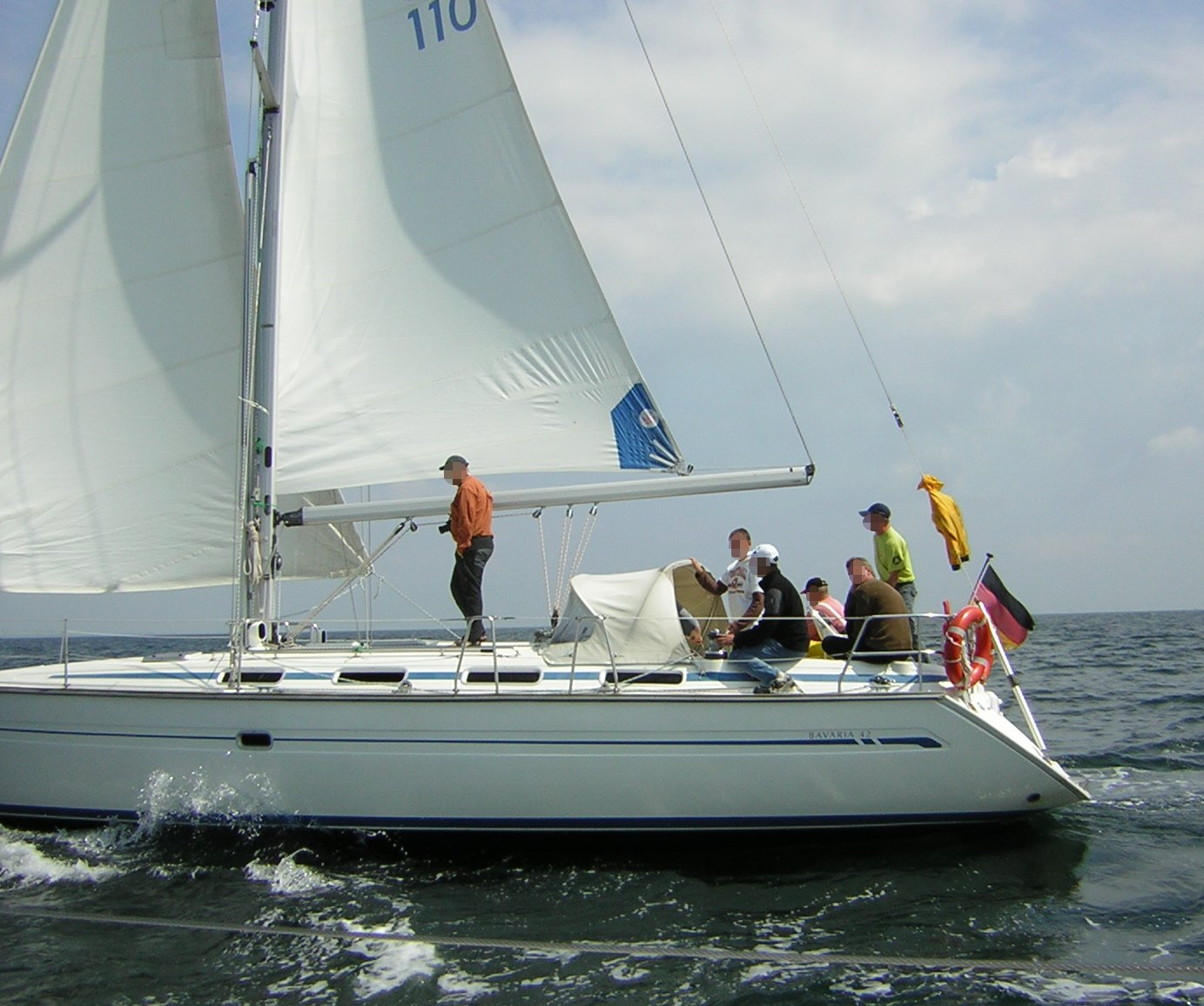
Vela major parcialment enrotllada dins del pal

Dins del pal hi ha un tub de rodets (els rodets units a l'exterior del pal gairebé han desaparegut). Aquest tub s'allarga per sota del nivell de la botavara mitjançant un cargol en el qual s'enrotlla una corda, l'altre extrem de la qual es torna a portar a la cabina i que permet enrotllar la vela. Una altra corda s'enganxa a l'olla de la vela, passa per un bloc mòbil a la botavara, per ser portada de nou a la cabina. ; mentre es retalla aquest segon extrem, la vela es desenrotlla. Per tant, aquestes dues línies d'ajust funcionen en sentit contrari quan es canvia la superfície de la vela.
Entre els inconvenients d'aquest sistema es troben : una vela més petita que la vela original, la impossibilitat d'utilitzar una vela lliscada. També s'ha apuntat que si després d'una maniobra falsa o d'una vela malmesa, per exemple, un bloqueig impedeix que la vela major s'enrotlli al pal, el navegant es pot posar en una situació delicada.

### Enrotllador de botavara
Hereu de les antigues botavares rotatives, el mecanisme modern enrotlla la vela major en un mandril situat a l'interior de la botavara i dotat d'un tambor on s'enrotlla la corda de control. Aquest extrem enrotllador, així com la driza de la vela major, es retornen a la cabina i permeten ajustar, en oposició, la superfície de la vela major. Un perfil afegit al pal guia el moviment vertical de la vela durant l'ajust.
Els avantatges d'aquest sistema respecte a l'anterior són el seu menor cost (perquè s'instal·la a la botavara que és més petita que el pal), la seva millor distribució del pes (menor centre de gravetat), el manteniment de tota la superfície de la vela major que es pot llistó i finalment la seva millor accessibilitat del mecanisme en cas de problema. El principal desavantatge està relacionat amb la necessitat d'un enrotllament perfecte de la vela : la botavara s'ha de mantenir horitzontal quan s'enrotlla (generalment amb una contra rígida) i la vela ha d'estar perfectament tallada per a l'enrotllador. Aquest sistema finalment sembla més interessant que el enrotllador de pal.